# Westerdijkshornerpolder
De Westerdijkshornerpolder is een voormalig waterschap in de provincie Groningen.
De polder was gelegen ten westen van Bedum. De noordgrens was de Haandijk (de grens met het voormalige waterschap de Onderwierum) de oostgrens de Stadsweg van Bedum naar Onderdendam en de zuidgrens de Wolddijk van de Stadsweg tot de spoorwegovergang van de spoorlijk Sauwerd-Delfzijl. Van daar was de grens ongeveer een perceel ten noorden van deze spoorlijn tot de Oude Ae. De westgrens werd gevormd door de kade langs dit water. De molen stond aan de Oude Ae, precies op het punt waar het Wetsingermaar begint. De polder had twee belangrijke aanvoerwatergangen, de Westerdijkhornertocht en het Sint-Nicolaasmaar.
Waterstaatkundig gezien ligt het gebied sinds 1995 binnen dat van het waterschap Noorderzijlvest.